# Space Race (jeu vidéo, 2000)
Pour les articles homonymes, voir Space Race.
Space Race (Looney Tunes: Space Race sur Dreamcast) est un jeu vidéo de course, développé et édité par Infogrames sorti en 2000 sur Dreamcast et PlayStation 2.
Une version Nintendo 64 était prévue mais fut annulée.

## Voix françaises
- Gérard Surugue : Bugs Bunny
- Patrick Guillemin : Daffy Duck
- Odile Schmitt : Lola Bunny
- Michel Mella : Porky Pig
- Patrick Préjean : Sylvestre / Sam le pirate
- Patrice Dozier : Elmer Fudd
- Benoît Allemane : Charlie le Coq / Taz
- Barbara Tissier : Mémé
- Patricia Legrand : Titi
- Jean-Loup Horwitz : Marvin le Martien
- François Carreras : Pépé le putois

## Voix originales
- Joe Alaskey : Daffy Duck / Marvin le martien / Sylvestre / Titi
- Maurice LaMarche : Sam le pirate
- Bob Bergen : Porky Pig
- Billy West : Bugs Bunny / Elmer Fudd / Pépé le putois
- Bill Farmer : Charlie le Coq
- Jim Cummings : Taz
- Kath Soucie : Lola Bunny
- June Foray : Mémé